# Herta Hesse-Frielinghaus
Herta Hesse-Frielinghaus (* 13. September 1910 in Voerde (Niederrhein); † 26. September 1988 in Hagen) war eine deutsche Kunsthistorikerin und Museumsleiterin.

## Leben
Herta Hesse-Frielinghaus war von 1945 bis 1975 Leiterin des Osthaus Museum Hagen.
Am 4. Mai 1959 gründete Hesse-Frielinghaus mit einer Gruppe von Architekten, unter anderem Walter Gropius, Ludwig Mies van der Rohe sowie Alvar Aalto, die Henry van de Velde-Gesellschaft. Sie war, als Direktorin des Osthaus Museums Hagen, auch Geschäftsführerin des Karl Ernst Osthaus-Bundes e. V./Hagener Kunstverein und treibende Kraft hinter der Gründung des „Westdeutschen Künstlerbundes“. Hesse-Frielinghaus bemühte sich nicht nur immer wieder um neue Ankäufe für das unter ihrer Leitung so genannte Karl Ernst Osthaus Museum, sondern widmete sich bereits vor der Gründung der Gesellschaft dem Gedenken und der Pflege des Werkes von Henry van de Velde. So stellte sie auch Kontakt zu van de Velde, seiner Familie bzw. auch zu seinen Nachkommen und seinem Freundeskreis her. 
Sie forschte der Hagener Kulturgeschichte nach, wozu sie erstmals die Archivdokumente des Karl Ernst Osthaus Museums wissenschaftlich auswertete, woraus das Osthausarchiv entstand.

## Werke
- Hesse-Frielinghaus, Hoff, Erben, Volprecht, Müller, Stressig, Buekschmitt: Karl Ernst Osthaus. Leben und Werk. Aurel Bongers Verlag, Recklinghausen 1971, ISBN 3-7647-0223-0.
- Herta Hesse-Frielinghaus: Das Silber Henry van de Veldes im Karl-Ernst-Osthaus-Museum, [nach dem Ms. eines Vortrags], Hagen : Karl-Ernst-Osthaus-Museum, 1976.
- Herta Hesse-Frielinghaus: Die neue Künstlervereinigung München, der Blaue Reiter und das Folkwang-Museum Hagen. Osthaus Museum, Hagen 1980.
- Herta Hesse-Frielinghaus (Hrsg.): Emil und Ada Nolde. Karl Ernst und Gertrud Osthaus. Briefwechsel. Bouvier Verlag, Bonn 1985, ISBN 3-416-01879-6.
- Ernst Ludwig Kirchner und das Folkwang Museum Hagen : Briefe von, an und über Kirchner, zusammengestellt aus den Beständen des Osthaus-Archivs Hagen von Herta Hesse-Frielinghaus, Sonderdr. - Münster : Aschendorff, 1974.
- Gerhart Hauptmann / Ludwig von Hofmann: Briefwechsel 1894–1944. Hrsg. von Herta Hesse-Frielinghaus. Bouvier, Bonn 1983, ISBN 3-416-01714-5.
- Hagener Architektur 1900–1914 von Herta Hesse-Frielinghaus. (1. Auflage 1983). 2. Auflage. Münster 1987. 22 Seiten.